# Isotope stable

Table des isotopes par mode de désintégration majoritaire.

Un isotope stable d'un élément chimique est un isotope qui n'a pas de radioactivité décelable. Au 30 juin 2009, 256 nucléides correspondant à 80 éléments étaient considérés comme stables, bien que le calcul pour un nombre significatif d'entre eux suggère qu'ils devraient connaître certains modes de désintégration. Les éléments 43 et 61 — respectivement le technétium et le prométhium — n'ont aucun isotope stable ; le technétium 99 est présent naturellement à l'état de traces. Cette liste est sans doute amenée à se réduire au fur et à mesure que le seuil de sensibilité des expériences destinées à établir la radioactivité de ces nucléides diminue.

## Stabilité des noyaux atomiques
La physique des noyaux atomiques est gouvernée par les trois interactions fondamentales du modèle standard de la physique des particules : l'interaction forte, l'interaction faible et l'interaction électromagnétique. Chaque noyau atomique est défini par le nombre de protons et de neutrons qu'il contient, ainsi que par son énergie totale, l'ensemble définissant les différents arrangements des particules selon lesquels l'énergie totale du système peut être distribuée. Plus il y a d'arrangements possibles et plus le système est stable : l'état présentant le plus grand nombre d'arrangements possibles est appelé état fondamental[Information douteuse] ; c'est celui vers lequel tendent tous les autres états de ce système.
Toute transition d'un état du système vers un autre requiert une énergie d'activation, fournie, dans le cas des noyaux atomiques, par les fluctuations du vide quantique[Information douteuse]. Lorsque de telles fluctuations suffisent à faire basculer un noyau atomique d'un état donné vers un état d'énergie inférieure, ce noyau est dit instable : il peut, selon les cas, émettre des photons énergétiques (radioactivité γ), des électrons ou des positons avec des neutrinos électroniques (radioactivité β), des noyaux d'hélium 4 (radioactivité α), ou encore se briser par fission spontanée :
- la radioactivité γ résulte de la transition d'un état excité du noyau vers un état excité d'énergie inférieure ou vers son état fondamental. Elle concerne les isomères nucléaires produits par une désintégration β ou α ou une fission spontanée, les produits de fission étant généralement excités ;
- la radioactivité β, gouvernée par l'interaction faible, concerne les noyaux possédant un excédant de protons (désintégration β+) ou de neutrons (désintégration β−) ;
- la radioactivité α, gouvernée par l'interaction forte ainsi que par l'électromagnétisme, concerne essentiellement les gros noyaux (dès environ 60 protons et 85 neutrons), qui tendent à éliminer des noyaux d'hélium 4 pour s'alléger et gagner en stabilité ;
- la fission spontanée est une désintégration des très gros noyaux en deux ou trois morceaux, accompagnés de neutrons.

Lorsqu'en revanche les fluctuations du vide[Information douteuse] ne déclenchent pas de changement d'état du noyau atomique, ce dernier est dit stable et ne présente donc aucune radioactivité.

## Liste des isotopes stables
| Élément    | Z  | N   | A   | Isotope        | Mode de désintégration calculé mais non encore observé                        |
| ---------- | -- | --- | --- | -------------- | ----------------------------------------------------------------------------- |
| Hydrogène  | 1  | 0   | 1   | Protium        |                                                                               |
| Hydrogène  | 1  | 1   | 2   | Deutérium      |                                                                               |
| Hélium     | 2  | 1   | 3   | Hélium 3       |                                                                               |
| Hélium     | 2  | 2   | 4   | Hélium 4       |                                                                               |
| Lithium    | 3  | 3   | 6   | Lithium 6      |                                                                               |
| Lithium    | 3  | 4   | 7   | Lithium 7      |                                                                               |
| Béryllium  | 4  | 5   | 9   | Béryllium 9    |                                                                               |
| Bore       | 5  | 5   | 10  | Bore 10        |                                                                               |
| Bore       | 5  | 6   | 11  | Bore 11        |                                                                               |
| Carbone    | 6  | 6   | 12  | Carbone 12     |                                                                               |
| Carbone    | 6  | 7   | 13  | Carbone 13     |                                                                               |
| Azote      | 7  | 7   | 14  | Azote 14       |                                                                               |
| Azote      | 7  | 8   | 15  | Azote 15       |                                                                               |
| Oxygène    | 8  | 8   | 16  | Oxygène 16     |                                                                               |
| Oxygène    | 8  | 9   | 17  | Oxygène 17     |                                                                               |
| Oxygène    | 8  | 10  | 18  | Oxygène 18     |                                                                               |
| Fluor      | 9  | 10  | 19  | Fluor 19       |                                                                               |
| Néon       | 10 | 10  | 20  | Néon 20        |                                                                               |
| Néon       | 10 | 11  | 21  | Néon 21        |                                                                               |
| Néon       | 10 | 12  | 22  | Néon 22        |                                                                               |
| Sodium     | 11 | 12  | 23  | Sodium 23      |                                                                               |
| Magnésium  | 12 | 12  | 24  | Magnésium 24   |                                                                               |
| Magnésium  | 12 | 13  | 25  | Magnésium 25   |                                                                               |
| Magnésium  | 12 | 14  | 26  | Magnésium 26   |                                                                               |
| Aluminium  | 13 | 14  | 27  | Aluminium 27   |                                                                               |
| Silicium   | 14 | 14  | 28  | Silicium 28    |                                                                               |
| Silicium   | 14 | 15  | 29  | Silicium 29    |                                                                               |
| Silicium   | 14 | 16  | 30  | Silicium 30    |                                                                               |
| Phosphore  | 15 | 16  | 31  | Phosphore 31   |                                                                               |
| Soufre     | 16 | 16  | 32  | Soufre 32      |                                                                               |
| Soufre     | 16 | 17  | 33  | Soufre 33      |                                                                               |
| Soufre     | 16 | 18  | 34  | Soufre 34      |                                                                               |
| Soufre     | 16 | 20  | 36  | Soufre 36      |                                                                               |
| Chlore     | 17 | 18  | 35  | Chlore 35      |                                                                               |
| Chlore     | 17 | 20  | 37  | Chlore 37      |                                                                               |
| Argon      | 18 | 18  | 36  | Argon 36       | double capture électronique                                                   |
| Argon      | 18 | 20  | 38  | Argon 38       |                                                                               |
| Argon      | 18 | 22  | 40  | Argon 40       |                                                                               |
| Potassium  | 19 | 20  | 39  | Potassium 39   |                                                                               |
| Potassium  | 19 | 22  | 41  | Potassium 41   |                                                                               |
| Calcium    | 20 | 20  | 40  | Calcium 40     | double capture électronique                                                   |
| Calcium    | 20 | 22  | 42  | Calcium 42     |                                                                               |
| Calcium    | 20 | 23  | 43  | Calcium 43     |                                                                               |
| Calcium    | 20 | 24  | 44  | Calcium 44     |                                                                               |
| Calcium    | 20 | 26  | 46  | Calcium 46     | double désintégration bêta                                                    |
| Scandium   | 21 | 24  | 45  | Scandium 45    |                                                                               |
| Titane     | 22 | 24  | 46  | Titane 46      |                                                                               |
| Titane     | 22 | 25  | 47  | Titane 47      |                                                                               |
| Titane     | 22 | 26  | 48  | Titane 48      |                                                                               |
| Titane     | 22 | 27  | 49  | Titane 49      |                                                                               |
| Titane     | 22 | 28  | 50  | Titane 50      |                                                                               |
| Vanadium   | 23 | 28  | 51  | Vanadium 51    |                                                                               |
| Chrome     | 24 | 26  | 50  | Chrome 50      | double capture électronique                                                   |
| Chrome     | 24 | 28  | 52  | Chrome 52      |                                                                               |
| Chrome     | 24 | 29  | 53  | Chrome 53      |                                                                               |
| Chrome     | 24 | 30  | 54  | Chrome 54      |                                                                               |
| Manganèse  | 25 | 30  | 55  | Manganèse 55   |                                                                               |
| Fer        | 26 | 28  | 54  | Fer 54         | double capture électronique                                                   |
| Fer        | 26 | 30  | 56  | Fer 56         |                                                                               |
| Fer        | 26 | 31  | 57  | Fer 57         |                                                                               |
| Fer        | 26 | 32  | 58  | Fer 58         |                                                                               |
| Cobalt     | 27 | 32  | 59  | Cobalt 59      |                                                                               |
| Nickel     | 28 | 30  | 58  | Nickel 58      | double capture électronique                                                   |
| Nickel     | 28 | 32  | 60  | Nickel 60      |                                                                               |
| Nickel     | 28 | 33  | 61  | Nickel 61      |                                                                               |
| Nickel     | 28 | 34  | 62  | Nickel 62      |                                                                               |
| Nickel     | 28 | 36  | 64  | Nickel 64      |                                                                               |
| Cuivre     | 29 | 34  | 63  | Cuivre 63      |                                                                               |
| Cuivre     | 29 | 36  | 65  | Cuivre 65      |                                                                               |
| Zinc       | 30 | 34  | 64  | Zinc 64        | double capture électronique                                                   |
| Zinc       | 30 | 36  | 66  | Zinc 66        |                                                                               |
| Zinc       | 30 | 37  | 67  | Zinc 67        |                                                                               |
| Zinc       | 30 | 38  | 68  | Zinc 68        |                                                                               |
| Zinc       | 30 | 40  | 70  | Zinc 70        | double désintégration bêta                                                    |
| Gallium    | 31 | 38  | 69  | Gallium 69     |                                                                               |
| Gallium    | 31 | 40  | 71  | Gallium 71     |                                                                               |
| Germanium  | 32 | 38  | 70  | Germanium 70   |                                                                               |
| Germanium  | 32 | 40  | 72  | Germanium 72   |                                                                               |
| Germanium  | 32 | 41  | 73  | Germanium 73   |                                                                               |
| Germanium  | 32 | 42  | 74  | Germanium 74   |                                                                               |
| Arsenic    | 33 | 42  | 75  | Arsenic 75     |                                                                               |
| Sélénium   | 34 | 40  | 74  | Sélénium 74    | double capture électronique                                                   |
| Sélénium   | 34 | 42  | 76  | Sélénium 76    |                                                                               |
| Sélénium   | 34 | 43  | 77  | Sélénium 77    |                                                                               |
| Sélénium   | 34 | 44  | 78  | Sélénium 78    |                                                                               |
| Sélénium   | 34 | 46  | 80  | Sélénium 80    | double désintégration bêta                                                    |
| Brome      | 35 | 44  | 79  | Brome 79       |                                                                               |
| Brome      | 35 | 46  | 81  | Brome 81       |                                                                               |
| Krypton    | 36 | 44  | 80  | Krypton 80     |                                                                               |
| Krypton    | 36 | 46  | 82  | Krypton 82     |                                                                               |
| Krypton    | 36 | 47  | 83  | Krypton 83     |                                                                               |
| Krypton    | 36 | 48  | 84  | Krypton 84     |                                                                               |
| Krypton    | 36 | 50  | 86  | Krypton 86     | double désintégration bêta                                                    |
| Rubidium   | 37 | 48  | 85  | Rubidium 85    |                                                                               |
| Strontium  | 38 | 46  | 84  | Strontium 84   | double capture électronique                                                   |
| Strontium  | 38 | 48  | 86  | Strontium 86   |                                                                               |
| Strontium  | 38 | 49  | 87  | Strontium 87   |                                                                               |
| Strontium  | 38 | 50  | 88  | Strontium 88   |                                                                               |
| Yttrium    | 39 | 50  | 89  | Yttrium 89     |                                                                               |
| Zirconium  | 40 | 50  | 90  | Zirconium 90   |                                                                               |
| Zirconium  | 40 | 51  | 91  | Zirconium 91   |                                                                               |
| Zirconium  | 40 | 52  | 92  | Zirconium 92   |                                                                               |
| Zirconium  | 40 | 54  | 94  | Zirconium 94   | double désintégration bêta                                                    |
| Niobium    | 41 | 52  | 93  | Niobium 93     |                                                                               |
| Molybdène  | 42 | 50  | 92  | Molybdène 92   | double capture électronique                                                   |
| Molybdène  | 42 | 52  | 94  | Molybdène 94   |                                                                               |
| Molybdène  | 42 | 53  | 95  | Molybdène 95   |                                                                               |
| Molybdène  | 42 | 54  | 96  | Molybdène 96   |                                                                               |
| Molybdène  | 42 | 55  | 97  | Molybdène 97   |                                                                               |
| Molybdène  | 42 | 56  | 98  | Molybdène 98   | double désintégration bêta                                                    |
| Ruthénium  | 44 | 52  | 96  | Ruthénium 96   | double capture électronique                                                   |
| Ruthénium  | 44 | 54  | 98  | Ruthénium 98   |                                                                               |
| Ruthénium  | 44 | 55  | 99  | Ruthénium 99   |                                                                               |
| Ruthénium  | 44 | 56  | 100 | Ruthénium 100  |                                                                               |
| Ruthénium  | 44 | 57  | 101 | Ruthénium 101  |                                                                               |
| Ruthénium  | 44 | 58  | 102 | Ruthénium 102  |                                                                               |
| Ruthénium  | 44 | 60  | 104 | Ruthénium 104  | double désintégration bêta                                                    |
| Rhodium    | 45 | 58  | 103 | Rhodium 103    |                                                                               |
| Palladium  | 46 | 56  | 102 | Palladium 102  | double capture électronique                                                   |
| Palladium  | 46 | 58  | 104 | Palladium 104  |                                                                               |
| Palladium  | 46 | 59  | 105 | Palladium 105  |                                                                               |
| Palladium  | 46 | 60  | 106 | Palladium 106  |                                                                               |
| Palladium  | 46 | 62  | 108 | Palladium 108  |                                                                               |
| Palladium  | 46 | 64  | 110 | Palladium 110  | double désintégration bêta                                                    |
| Argent     | 47 | 60  | 107 | Argent 107     |                                                                               |
| Argent     | 47 | 62  | 109 | Argent 109     |                                                                               |
| Cadmium    | 48 | 58  | 106 | Cadmium 106    | double capture électronique                                                   |
| Cadmium    | 48 | 60  | 108 | Cadmium 108    | double capture électronique                                                   |
| Cadmium    | 48 | 62  | 110 | Cadmium 110    |                                                                               |
| Cadmium    | 48 | 63  | 111 | Cadmium 111    |                                                                               |
| Cadmium    | 48 | 64  | 112 | Cadmium 112    |                                                                               |
| Cadmium    | 48 | 66  | 114 | Cadmium 114    | double désintégration bêta                                                    |
| Indium     | 49 | 64  | 113 | Indium 113     |                                                                               |
| Étain      | 50 | 62  | 112 | Étain 112      | double capture électronique                                                   |
| Étain      | 50 | 64  | 114 | Étain 114      |                                                                               |
| Étain      | 50 | 65  | 115 | Étain 115      |                                                                               |
| Étain      | 50 | 66  | 116 | Étain 116      |                                                                               |
| Étain      | 50 | 67  | 117 | Étain 117      |                                                                               |
| Étain      | 50 | 68  | 118 | Étain 118      |                                                                               |
| Étain      | 50 | 69  | 119 | Étain 119      |                                                                               |
| Étain      | 50 | 70  | 120 | Étain 120      |                                                                               |
| Étain      | 50 | 72  | 122 | Étain 122      | double désintégration bêta                                                    |
| Étain      | 50 | 74  | 124 | Étain 124      | double désintégration bêta                                                    |
| Antimoine  | 51 | 70  | 121 | Antimoine 121  |                                                                               |
| Antimoine  | 51 | 72  | 123 | Antimoine 123  |                                                                               |
| Tellure    | 52 | 68  | 120 | Tellure 120    | double capture électronique                                                   |
| Tellure    | 52 | 70  | 122 | Tellure 122    |                                                                               |
| Tellure    | 52 | 71  | 123 | Tellure 123    | capture électronique                                                          |
| Tellure    | 52 | 72  | 124 | Tellure 124    |                                                                               |
| Tellure    | 52 | 73  | 125 | Tellure 125    |                                                                               |
| Tellure    | 52 | 74  | 126 | Tellure 126    |                                                                               |
| Iode       | 53 | 74  | 127 | Iode 127       |                                                                               |
| Xénon      | 54 | 72  | 126 | Xénon 126      | double capture électronique                                                   |
| Xénon      | 54 | 74  | 128 | Xénon 128      |                                                                               |
| Xénon      | 54 | 75  | 129 | Xénon 129      |                                                                               |
| Xénon      | 54 | 76  | 130 | Xénon 130      |                                                                               |
| Xénon      | 54 | 77  | 131 | Xénon 131      |                                                                               |
| Xénon      | 54 | 78  | 132 | Xénon 132      |                                                                               |
| Xénon      | 54 | 80  | 134 | Xénon 134      | double désintégration bêta                                                    |
| Xénon      | 54 | 82  | 136 | Xénon 136      | double désintégration bêta                                                    |
| Césium     | 55 | 78  | 133 | Césium 133     |                                                                               |
| Baryum     | 56 | 74  | 130 | Baryum 130     | double capture électronique                                                   |
| Baryum     | 56 | 76  | 132 | Baryum 132     | double capture électronique                                                   |
| Baryum     | 56 | 78  | 134 | Baryum 134     |                                                                               |
| Baryum     | 56 | 79  | 135 | Baryum 135     |                                                                               |
| Baryum     | 56 | 80  | 136 | Baryum 136     |                                                                               |
| Baryum     | 56 | 81  | 137 | Baryum 137     |                                                                               |
| Baryum     | 56 | 82  | 138 | Baryum 138     |                                                                               |
| Lanthane   | 57 | 82  | 139 | Lanthane 139   |                                                                               |
| Cérium     | 58 | 78  | 136 | Cérium 136     | double capture électronique                                                   |
| Cérium     | 58 | 80  | 138 | Cérium 138     | double capture électronique                                                   |
| Cérium     | 58 | 82  | 140 | Cérium 140     |                                                                               |
| Cérium     | 58 | 84  | 142 | Cérium 142     | radioactivité α, double désintégration bêta                                   |
| Praséodyme | 59 | 82  | 141 | Praséodyme 141 |                                                                               |
| Néodyme    | 60 | 82  | 142 | Néodyme 142    |                                                                               |
| Néodyme    | 60 | 83  | 143 | Néodyme 143    | radioactivité α                                                               |
| Néodyme    | 60 | 85  | 145 | Néodyme 145    | radioactivité α                                                               |
| Néodyme    | 60 | 86  | 146 | Néodyme 146    | radioactivité α, double désintégration bêta                                   |
| Néodyme    | 60 | 88  | 148 | Néodyme 148    | radioactivité α, double désintégration bêta                                   |
| Samarium   | 62 | 82  | 144 | Samarium 144   | double capture électronique                                                   |
| Samarium   | 62 | 87  | 149 | Samarium 149   | radioactivité α                                                               |
| Samarium   | 62 | 88  | 150 | Samarium 150   | radioactivité α                                                               |
| Samarium   | 62 | 90  | 152 | Samarium 152   | radioactivité α                                                               |
| Samarium   | 62 | 92  | 154 | Samarium 154   | double désintégration bêta                                                    |
| Europium   | 63 | 90  | 153 | Europium 153   | radioactivité α                                                               |
| Gadolinium | 64 | 90  | 154 | Gadolinium 154 | radioactivité α                                                               |
| Gadolinium | 64 | 91  | 155 | Gadolinium 155 | radioactivité α                                                               |
| Gadolinium | 64 | 92  | 156 | Gadolinium 156 |                                                                               |
| Gadolinium | 64 | 93  | 157 | Gadolinium 157 |                                                                               |
| Gadolinium | 64 | 94  | 158 | Gadolinium 158 |                                                                               |
| Gadolinium | 64 | 96  | 160 | Gadolinium 160 | double désintégration bêta                                                    |
| Terbium    | 65 | 94  | 159 | Terbium 159    |                                                                               |
| Dysprosium | 66 | 90  | 156 | Dysprosium 156 | radioactivité α, double capture électronique                                  |
| Dysprosium | 66 | 92  | 158 | Dysprosium 158 | radioactivité α, double capture électronique                                  |
| Dysprosium | 66 | 94  | 160 | Dysprosium 160 | radioactivité α                                                               |
| Dysprosium | 66 | 95  | 161 | Dysprosium 161 | radioactivité α                                                               |
| Dysprosium | 66 | 96  | 162 | Dysprosium 162 | radioactivité α                                                               |
| Dysprosium | 66 | 97  | 163 | Dysprosium 163 |                                                                               |
| Dysprosium | 66 | 98  | 164 | Dysprosium 164 |                                                                               |
| Holmium    | 67 | 98  | 165 | Holmium 165    | radioactivité α                                                               |
| Erbium     | 68 | 94  | 162 | Erbium 162     | radioactivité α, double capture électronique                                  |
| Erbium     | 68 | 96  | 164 | Erbium 164     | radioactivité α, double capture électronique                                  |
| Erbium     | 68 | 98  | 166 | Erbium 166     | radioactivité α                                                               |
| Erbium     | 68 | 99  | 167 | Erbium 167     | radioactivité α                                                               |
| Erbium     | 68 | 100 | 168 | Erbium 168     | radioactivité α                                                               |
| Erbium     | 68 | 102 | 170 | Erbium 170     | radioactivité α, double désintégration bêta                                   |
| Thulium    | 69 | 100 | 169 | Thulium 169    | radioactivité α                                                               |
| Ytterbium  | 70 | 98  | 168 | Ytterbium 168  | radioactivité α, double capture électronique                                  |
| Ytterbium  | 70 | 100 | 170 | Ytterbium 170  | radioactivité α                                                               |
| Ytterbium  | 70 | 101 | 171 | Ytterbium 171  | radioactivité α                                                               |
| Ytterbium  | 70 | 102 | 172 | Ytterbium 172  | radioactivité α                                                               |
| Ytterbium  | 70 | 103 | 173 | Ytterbium 173  | radioactivité α                                                               |
| Ytterbium  | 70 | 104 | 174 | Ytterbium 174  | radioactivité α                                                               |
| Ytterbium  | 70 | 106 | 176 | Ytterbium 176  | radioactivité α, double désintégration bêta                                   |
| Lutécium   | 71 | 104 | 175 | Lutécium 175   | radioactivité α                                                               |
| Hafnium    | 72 | 104 | 176 | Hafnium 176    | radioactivité α                                                               |
| Hafnium    | 72 | 105 | 177 | Hafnium 177    | radioactivité α                                                               |
| Hafnium    | 72 | 106 | 178 | Hafnium 178    | radioactivité α                                                               |
| Hafnium    | 72 | 107 | 179 | Hafnium 179    | radioactivité α                                                               |
| Hafnium    | 72 | 108 | 180 | Hafnium 180    | radioactivité α                                                               |
| Tantale    | 73 | 107 | 180 | Tantale 180m   | radioactivité α, radioactivité β, capture électronique, transition isomérique |
| Tantale    | 73 | 108 | 181 | Tantale 181    | radioactivité α                                                               |
| Tungstène  | 74 | 108 | 182 | Tungstène 182  | radioactivité α                                                               |
| Tungstène  | 74 | 109 | 183 | Tungstène 183  | radioactivité α                                                               |
| Tungstène  | 74 | 110 | 184 | Tungstène 184  | radioactivité α                                                               |
| Tungstène  | 74 | 112 | 186 | Tungstène 186  | radioactivité α, double désintégration bêta                                   |
| Rhénium    | 75 | 110 | 185 | Rhénium 185    | radioactivité α                                                               |
| Osmium     | 76 | 108 | 184 | Osmium 184     | radioactivité α, double capture électronique                                  |
| Osmium     | 76 | 111 | 187 | Osmium 187     | radioactivité α                                                               |
| Osmium     | 76 | 112 | 188 | Osmium 188     | radioactivité α                                                               |
| Osmium     | 76 | 113 | 189 | Osmium 189     | radioactivité α                                                               |
| Osmium     | 76 | 114 | 190 | Osmium 190     | radioactivité α                                                               |
| Osmium     | 76 | 116 | 192 | Osmium 192     | radioactivité α, double désintégration bêta                                   |
| Iridium    | 77 | 114 | 191 | Iridium 191    | radioactivité α                                                               |
| Iridium    | 77 | 116 | 193 | Iridium 193    | radioactivité α                                                               |
| Platine    | 78 | 114 | 192 | Platine 192    | radioactivité α                                                               |
| Platine    | 78 | 116 | 194 | Platine 194    | radioactivité α                                                               |
| Platine    | 78 | 117 | 195 | Platine 195    | radioactivité α                                                               |
| Platine    | 78 | 118 | 196 | Platine 196    | radioactivité α                                                               |
| Platine    | 78 | 120 | 198 | Platine 198    | radioactivité α, double désintégration bêta                                   |
| Or         | 79 | 118 | 197 | Or 197         | radioactivité α                                                               |
| Mercure    | 80 | 116 | 196 | Mercure 196    | radioactivité α, double capture électronique                                  |
| Mercure    | 80 | 118 | 198 | Mercure 198    | radioactivité α                                                               |
| Mercure    | 80 | 119 | 199 | Mercure 199    | radioactivité α                                                               |
| Mercure    | 80 | 120 | 200 | Mercure 200    | radioactivité α                                                               |
| Mercure    | 80 | 121 | 201 | Mercure 201    | radioactivité α                                                               |
| Mercure    | 80 | 122 | 202 | Mercure 202    | radioactivité α                                                               |
| Mercure    | 80 | 124 | 204 | Mercure 204    | double désintégration bêta                                                    |
| Thallium   | 81 | 122 | 203 | Thallium 203   | radioactivité α                                                               |
| Thallium   | 81 | 124 | 205 | Thallium 205   | radioactivité α                                                               |
| Plomb      | 82 | 122 | 204 | Plomb 204      | radioactivité α                                                               |
| Plomb      | 82 | 124 | 206 | Plomb 206      | radioactivité α                                                               |
| Plomb      | 82 | 125 | 207 | Plomb 207      | radioactivité α                                                               |
| Plomb      | 82 | 126 | 208 | Plomb 208      | radioactivité α                                                               |
Le plus lourd des isotopes stables est le plomb 208, qui a la particularité d'être « doublement magique », avec un nombre magique à la fois de protons et de neutrons.

## Isotopes quasi stables
Les isotopes des éléments du milieu naturel ne se limitent pas à leurs seuls isotopes stables : certains isotopes instables mais à très longue période radioactive — parfois supérieure de plusieurs ordres de grandeur à l'âge de l'Univers — ont une abondance naturelle significative :
- ils peuvent représenter la forme dominante de certains éléments, comme c'est typiquement le cas de l'indium et du rhénium avec respectivement le 115In (avec une période de 441 mille milliards d'années par radioactivité β et qui constitue 95,7 % de l'indium terrestre) et le 187Re (avec une période de 43,5 milliards d'années par radioactivité β et qui constitue 62,4 % du rhénium terrestre) ;
- les deux isotopes les plus abondants du tellure sont également radioactifs, mais avec des périodes tellement longues que leur radioactivité devient à peine mesurable : le 130Te et le 128Te, avec respectivement 7,9×1020 et 2,2×1024 années (cent soixante mille milliards de fois l'âge de l'Univers) par double désintégration bêta ;
- le potassium 40 représente 0,0117 % du potassium terrestre et est utilisé pour la datation de certaines roches riches en potassium ; il constitue la principale source de radioactivité des organismes vivants ;
- le calcium 48 représente 0,187 % du calcium terrestre, avec une radioactivité infime par double désintégration bêta, selon une période radioactive de 4,3+3.8
−2.5×1019 années, malgré son fort excès en neutrons. Il est « doublement magique », et très utilisé en physique nucléaire pour la synthèse d'éléments superlourds ;
- certains éléments dépourvus d'isotope stable ont néanmoins une abondance naturelle non négligeable, notamment le bismuth, le thorium et l'uranium, chacun ayant un isotope dont la période excède le milliard d'années (celle du bismuth 209 est de 1,9×1019 années) ;
- une vingtaine d'autres isotopes quasi stables sont présents dans le milieu naturel : vanadium 50 ; germanium 76 ; sélénium 82 ; rubidium 87 ; zirconium 94 ; zirconium 96 ; molybdène 100 ; cadmium 113 ; cadmium 116 ; lanthane 138 ; néodyme 144 ; samarium 147 ; samarium 148 ; néodyme 150 ; europium 151 ; gadolinium 152 ; hafnium 174 ; lutécium 176 ; tungstène 180 ; osmium 186 ; platine 190.